# Halfweg (Haarlemmermeer)

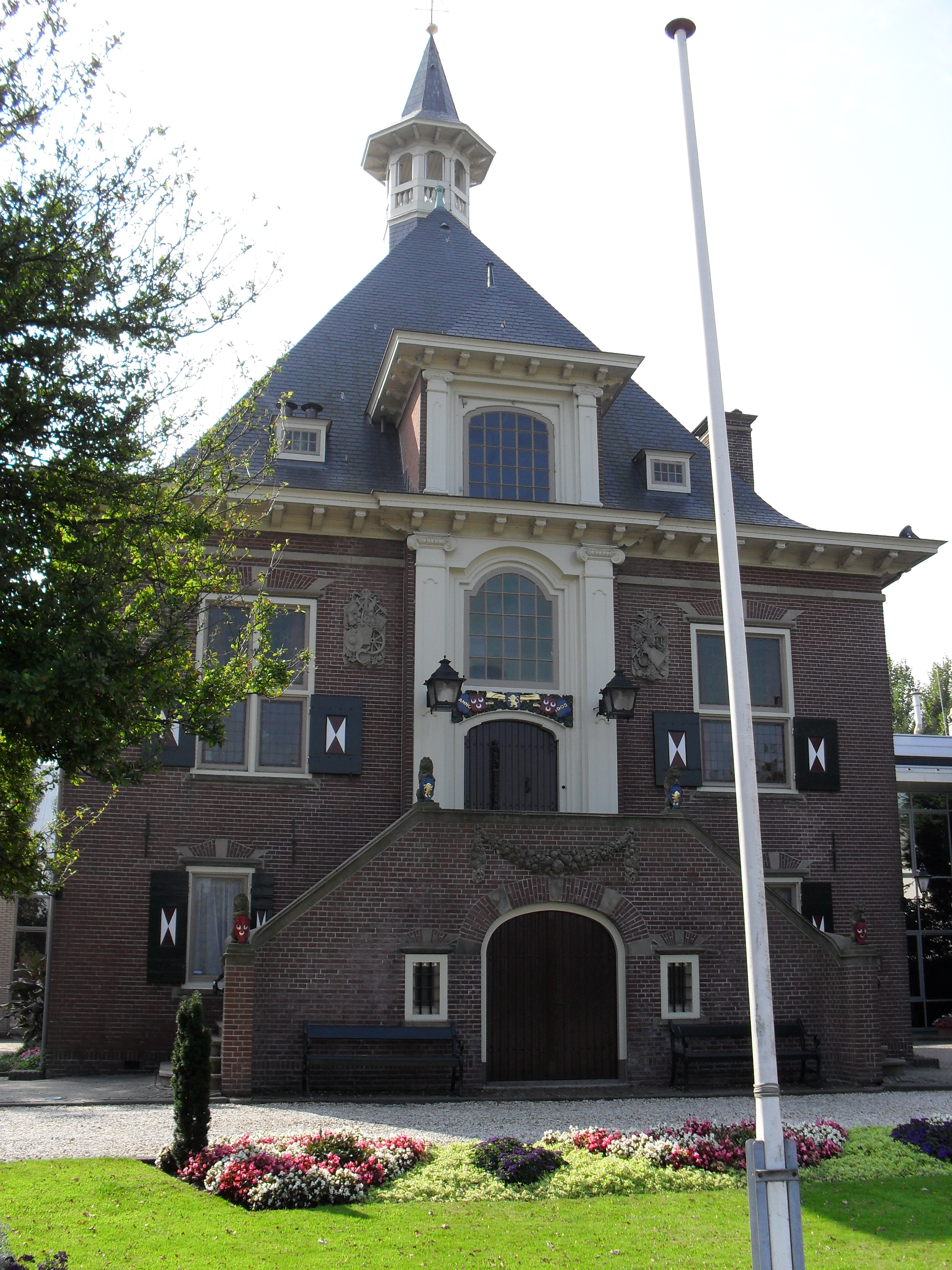
Het gemeentehuis van Haarlemmerliede en Spaarnwoude te Halfweg.

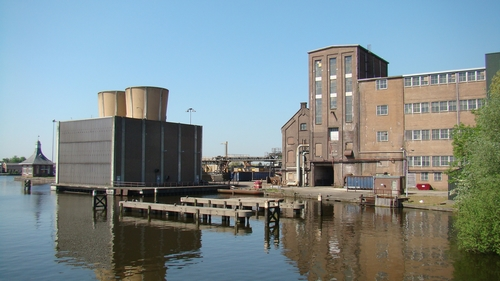
De suikerfabriek te Halfweg.

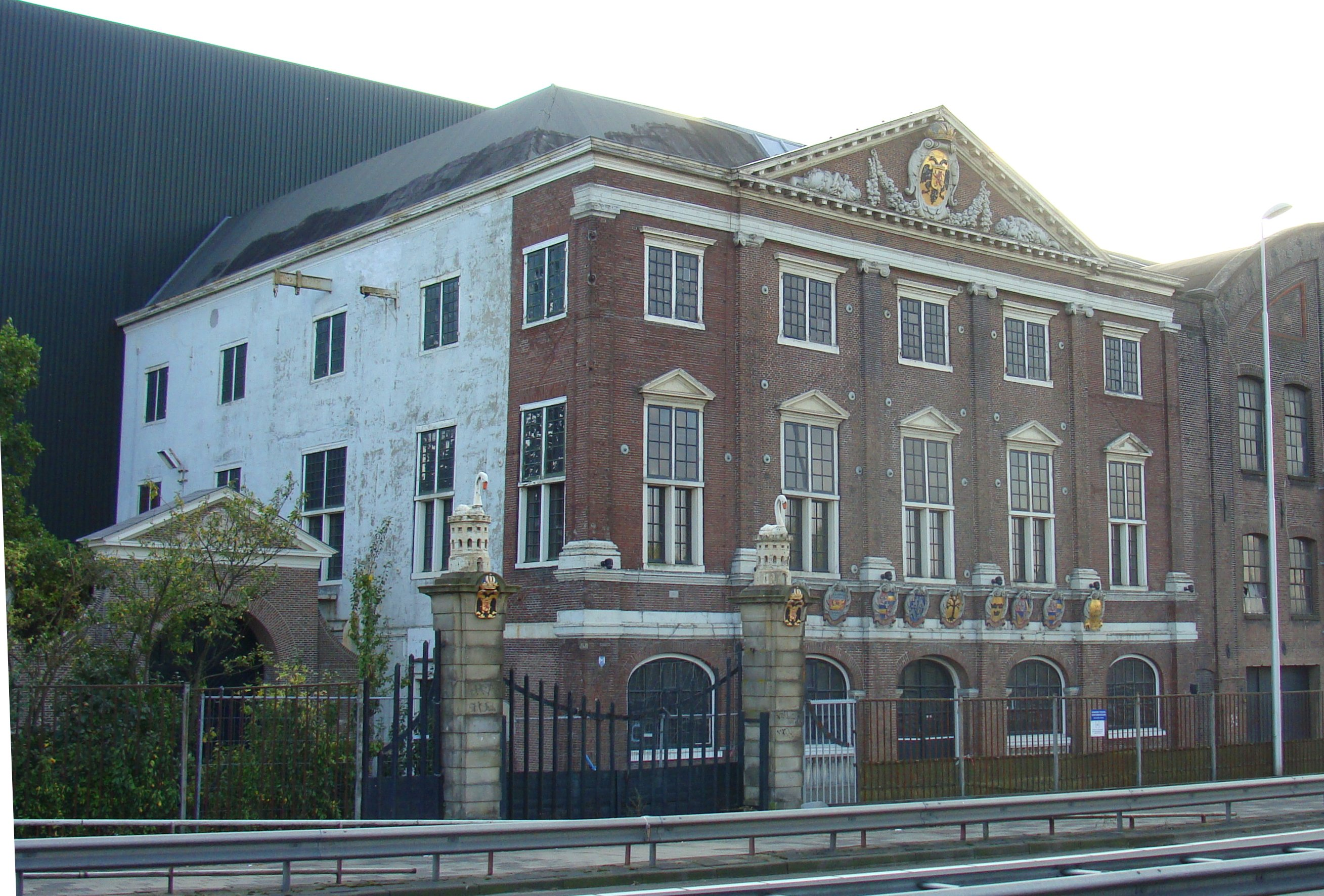
Huis Swanenburg, voormalig gemeenlandshuis van het Hoogheemraadschap van Rijnland.

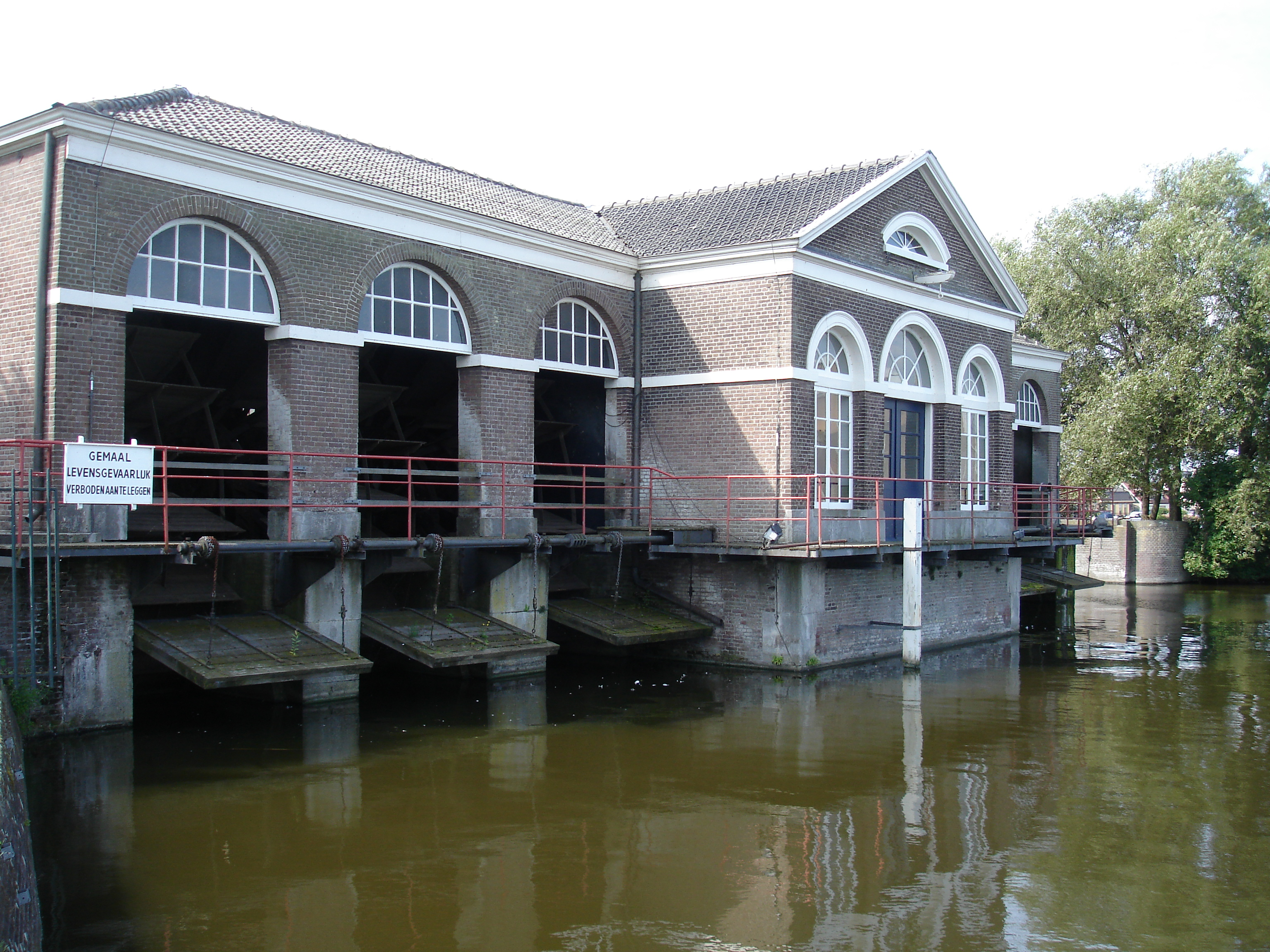
Het stoomgemaal te Halfweg.

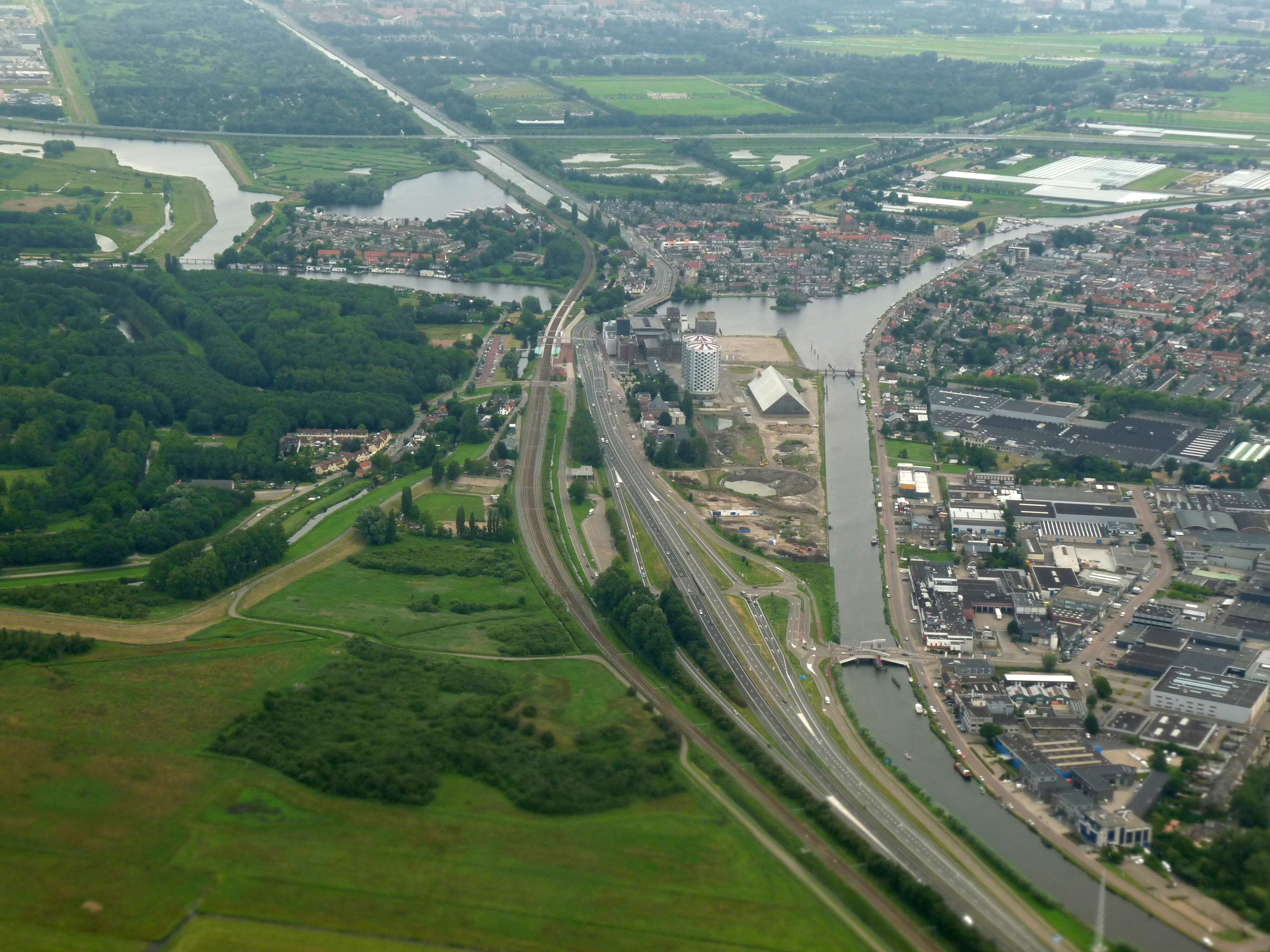
Luchtfoto van het dubbeldorp Halfweg en Zwanenburg. De Ringvaart van de Haarlemmermeerpolder, in het midden, vormde tot 1 januari 2019 de gemeentegrens tussen de gemeente Haarlemmerliede en Spaarnwoude (links) en Haarlemmermeer (rechts).

Halfweg is een dorp in de Nederlandse gemeente Haarlemmermeer (tot en met 2018 Haarlemmerliede en Spaarnwoude) in de provincie Noord-Holland. Hier staat ook het voormalige gemeentehuis. Halfweg ligt zelf buiten de Haarlemmermeerpolder, maar vormt een dubbeldorp met Zwanenburg, ook gemeente Haarlemmermeer. Twee bruggen over de Ringvaart van de Haarlemmermeerpolder verbinden de beide dorpen.

## Geschiedenis
Halfweg ontleent zijn naam aan de ligging halverwege de steden Amsterdam en Haarlem. De Spaarndammerdijk ter plekke vormde eeuwenlang de scheiding tussen de watermassa's van het Haarlemmermeer en het open IJ. In 1492 en 1517 werden er houten afwateringssluizen in deze dijk aangelegd. Later werden deze vervangen door de drie stenen sluizen die er tot op de dag van vandaag liggen: de Westsluis (1558), Middelsluis (1583) en Oostsluis (1566). De sluisdeuren zijn in 1977 verwijderd na de ingebruikname van het nieuwe Boezemgemaal Halfweg bij de Amerikahaven.
In 1632 werd de trekvaart tussen Amsterdam en Haarlem in gebruik genomen. Deze was halverwege onderbroken door het sluizencomplex, waardoor reizigers moesten overstappen. Dit was de basis voor het ontstaan van het dorp in het ambacht Houtrijk en Polanen. Langs de Haarlemmertrekvaart werd een jaagpad aangelegd.
Het jaagpad werd na verharding in 1762 de Haarlemmerweg, de N200 / A200, die het dorp nog steeds doorsnijdt. Sinds 1925 vormt de Boezembrug de wegverbinding over het water tussen de Ringvaart en het sluizencomplex, naast de in 1904 gebouwde trambrug. Na opheffing van de tramlijn in 1957 werd hier een tweede brug voor het wegverkeer gelegd. Met de renovatie van de N200 worden de beide bruggen in 2019-2020 door nieuwbouw vervangen.
Sinds 1839 ligt Halfweg ook aan de oudste spoorlijn van Nederland (spoorlijn Amsterdam - Rotterdam), het eerste deel van de Oude Lijn. Tussen 1842 en 1927 was er een Station Halfweg, pal tegenover het Gemeenlandshuis Swanenburg. In december 2012 werd het nieuwe station Halfweg-Zwanenburg aan de Oude Lijn geopend.
Ten oosten van het station ligt over de oostelijkste van de drie sluizen nog een oud gietijzeren spoorbrugje uit 1868, dat heeft dienst gedaan tot 1916, toen er een vervangende brug ten noorden werd gelegd. Een tweede spoorbrugje, dat over de Westsluis lag, is in 1981 overgebracht naar het Spoorwegmuseum in Utrecht.
Van 1904 tot 1957 had de tramlijn Amsterdam - Zandvoort twee stopplaatsen in en nabij het dorp. Deze werd in 1957 vervangen door de nog steeds rijdende buslijn 80 (Zandvoort-Amsterdam).
Vanaf het punt waar de Haarlemmerweg ten oosten van het dorp overgaat in de Amsterdamsestraatweg begint de Osdorperweg, die in zuidoostelijke richting naar Oud Osdorp en Sloten loopt.

## Historische gebouwen

### Huis Swanenburg
Sinds 1648 staat in Halfweg het Gemeenlandshuis Swanenburg, gebouwd voor het Hoogheemraadschap van Rijnland. Het huis wordt ook wel Kasteel Swanenburg genoemd. Op de poort van het gebouw staan twee stenen zwanen, vandaar de naam. Het dorp Zwanenburg ten zuiden van Halfweg werd er in 1913 naar genoemd.
Het gebouw is in 1645 ontworpen door Pieter Post in de stijl van het Hollands classicisme. In de 17e en 18e eeuw deed het dienst als gemeenlandshuis voor het Hoogheemraadschap Rijnland. Op het gebouw zijn nog de wapenschilden te zien van de dijkgraaf van Rijnland, Dick Raef, en de hoogheemraden Amelis van Bouchorst, Joem van Wijngaerden, J. van Wassenaer, Willem Ruychaver, Cornelis van der Hooch, J. van Lantscroon, J. de Bruyn van Buytewech en A.A. van Wassenaer.

### Suikerfabriek
In 1862 werd het huis Swanenburg opgenomen in de nieuw opgerichte Suikerfabriek Holland. Deze was nodig voor de verwerking van de suikerbieten die het in de net ingepolderde Haarlemmermeer goed bleken te doen. De fabriek werd in 1919 ondergebracht bij de Centrale Suiker Maatschappij (CSM). Het Gemeenlandshuis was tot 1950 onderdeel van de suikerfabriek: de verdampingsketels stonden in het huis opgesteld.
In 1992 werd de suikerfabriek gesloten, maar het dorpsgezicht wordt nog steeds gedomineerd door de 50 meter hoge suikersilo's van de gesloten fabriek. Zij zijn in 2007 in gebruik genomen als kantoorruimte. Vergelijkbare plannen voor de andere gebouwen van de suikerfabriek zijn in een vergevorderd stadium. Het voormalige CSM-terrein, dat sinds 2000 SugarCity heet, geldt als uniek industrieel erfgoed. In 2007 is SugarCity opgenomen in de HollandRoute van de Europese Route voor Industrieel Erfgoed.

### Stoomgemaal Halfweg
Ten noorden van Halfweg lag tot 1872 het IJ, sindsdien de IJpolders, waarin opgenomen het vroegere eiland Ruigoord. In Halfweg bevindt zich het museum Stoomgemaal Halfweg. Dit stoomgemaal werd in 1852 gebouwd om de afwatering van Rijnland te verbeteren. Als gevolg van de droogmaking van het Haarlemmermeer verminderde de boezemcapaciteit met 80%. 125 jaar later, in 1977, werd het stoomgemaal vervangen door het nieuwe elektrische Boezemgemaal Halfweg tussen het Zijkanaal F en de Amerikahaven. Het oude stoomgemaal werd nadien een museum en rijksmonument. Na een ingrijpende restauratie draait het sinds 1987 weer enkele dagen per jaar onder stoom.

### Onze-Lieve-Vrouw-Geboortekerk
De rooms-katholieke Onze-Lieve-Vrouw-Geboortekerk uit 1929, ontworpen door architect Jan Kuijt in de stijl van de Amsterdamse school, heeft een dak en toren met een parabolische vorm. Het markante gebouw verkeerde bouwkundig in slechte staat. In 2017 is daarom de achterste helft gesloopt. Op de vrijgekomen ruimte worden nu nieuwe appartementen gebouwd. Met de opbrengst daarvan kon het overgebleven deel van de kerk worden gerestaureerd.

## Trivia
De suikerfabriek van Halfweg was de opnamelocatie van de TROS-televisieserie De Fabriek (1981).

## Geboren
- Ans Markus (1947), kunstschilderes
- Jikke Jager (1951), beeldhouwer en medailleur
- Leo Fijen (1955), historicus en journalist